# An Early Cascade
An Early Cascade ist eine Progressive-Rock-/Alternative-Rock-Band aus Stuttgart.

## Geschichte
An Early Cascade wurde im Jahr 2004 gegründet. Die Band, zunächst mäßig aktiv, veröffentlichte 2006 in der Besetzung Daniel Strohhäcker, Maik Czymara, Martin Wehl, Maximilian Storer und Michael Schab ihre erste EP mit dem Namen A Murderer's Day in Eigenregie ohne Musiklabel. Zwei Jahre später (2008) folgte die zweite EP Your Hammer to My Enemy, nun erstmals auf dem deutschen Independent-Label Midsummer Records.
Nach zwei Tourneen und mehreren Besetzungswechseln entschloss sich die Band 2009/2010, mehr Zeit in eine erneute Findungsphase und neues Songwriting zu investieren. Bis dato wurde An Early Cascade hauptsächlich mit dem Genre Metalcore in Verbindung gebracht, was sich 2011 mit der Veröffentlichung ihres Debüt-Albums Versus, ebenfalls auf Midsummer Records, jedoch änderte. Zunehmend erfuhr Versus sehr positives Feedback als international klingende Komposition mit Vergleichen zu Bands wie Circa Survive, Muse, The Fall of Troy, The Dillinger Escape Plan oder Dredg. Nicht zuletzt war besagtes Album prägend für die musikalische Entwicklung von An Early Cascade hin zum Progressive Rock.
Der Aufschwung der Gruppe wurde durch den Tod von Schlagzeuger Daniel Wied (1986–2012) überschattet. Am 21. August 2012 gab die Band bekannt, dass eine Auflösung nicht in Frage käme und veröffentlichte ein Jahr nach der Erscheinung von Versus ihr erstes Video zu Everything Is Wrong. Everything Is OK. Für kurze Zeit unterstützte Heisskalt-Schlagzeuger Marius Bornmann die Band bei anstehenden Konzerten und Proben.
2014 kündigten An Early Cascade zwei Tourneen mit Heisskalt im Frühjahr und mit Emil Bulls im Herbst an. Zur Herbst-Tournee hatte die Band eine auf 300 Stück limitierte CD-Version ihrer neuen EP Kairos dabei, welche ausschließlich auf den Live-Konzerten verkauft wurde. Im Winter 2015 erschien Kairos offiziell auf 12"-Vinyl, zum Download/Stream und in einer vorbestellbaren Deluxe-Edition über Fleet Union. Die Band veröffentlichte noch im selben Jahr zwei Musikvideos zu den Titeln Passengers of Today und Gold. Ab 2015 spielten An Early Cascade in der Besetzung mit Maik Czymara (Gesang), den beiden Gitarristen Michael Schab und Arne Häussermann sowie Bassist Jan Schuttack und Schlagzeuger Andreas Maier.
Das zweite Album Alteration erschien 2017 auf Kick The Flame/Midsummer Records inklusive zweier Single-Auskopplungen zu den Songs Living in Exile und Blue-Eyed. Passend zum neuen Release tourte die Gruppe abermals mit den Bandkollegen von Heisskalt im März/April und anschließend auf eigener Album-Release-Tournee über Sparta Booking im Mai und Juni. Ebenso spielte die Band im Jahr 2018 einige Festivals, unter anderem das Green Juice Festival und Mini-Rock-Festival.
Am 24. August 2018 gaben An Early Cascade bekannt, dass Jan Schuttack und Andreas Maier die Band verlassen haben. Details zur Nachbesetzung sind noch nicht bekannt. Kurze Zeit darauf hat die Band ein neues Musikvideo zum Song Desolate auf YouTube veröffentlicht.
2020 startete die Band mit einer neuen Besetzung durch Tobias Sippel am Bass und Jan Müller am Schlagzeug. Ebenso erschien am 7. Februar des Jahres eine neue Single mit dem Namen Echoes. Zeitgleich veröffentlichte die Band auf YouTube ein Musikvideo zu dem Song.

## Diskografie

### Alben
- 2011: Versus (Midsummer Records)[5]
- 2017: Alteration (Kick The Flame und Midsummer Records)[28][29]

### EPs
- 2006: A Murderer's Day[1]
- 2008: Your Hammer to My Enemy (Midsummer Records)[3]
- 2015: Kairos (Fleet Union)[30]

### Singles
- 2017: Living in Exile[19]
- 2017: Blue-Eyed[20]
- 2020: Echoes[27]

### Musikvideos
- 2012: Everything Is Wrong. Everything Is OK.[10]
- 2015: Passengers of Today[16]
- 2015: Gold[17]
- 2017: Living in Exile[19]
- 2017: Blue-Eyed[20]
- 2018: Desolate[26]
- 2020: Echoes[27]